# Karolinka (stacja kolejowa)
Karolinka – stacja kolejowa w Karolince, w kraju zlińskim, w Czechach. Jest stacją końcową linii z Uherské Hradiště. Znajduje się na wysokości 485 m n.p.m.
Na stacji nie ma możliwości zakupu biletu, a obsługa podróżnych odbywa się w pociągu. 

## Linie kolejowe
- 282 Vsetín - Velké Karlovice